# Neath Port Talbot
Neath Port Talbot (galeză Castell-nedd Port Talbot) este una dintre cele 22 zone de consiliu ale Țării Galilor. Așa cum numele o sugerează, principalele orașe sunt Neath (47.000 loc.) și Port Talbot (49.000 loc.).
1. ↑  Directions to the Local Democracy and Boundary Commission for Wales 2016 (PDF)
2. ↑   https://ons.maps.arcgis.com/home/item.html?id=a79de233ad254a6d9f76298e666abb2b Lipsește sau este vid: |title= (ajutor)